# Pertuis charentais - Rochebonne
Pertuis charentais - Rochebonne este o arie protejată (arie de protecție specială avifaunistică — SPA) din Franța întinsă pe o suprafață de 819.258 ha, integral marine.

## Localizare
Centrul sitului Pertuis charentais - Rochebonne este situat la coordonatele 46°02′13″N 1°52′48″W / 46.03694°N 1.88°V.

## Înființare
Situl Pertuis charentais - Rochebonne a fost declarat arie de protecție specială avifaunistică în baza directivei 79/409 din 1979 referitoare la conservarea păsărilor sălbatice pentru a proteja 30 de specii de animale.

## Biodiversitate
Situată în ecoregiunea atlantică, aria protejată nu include niciun habitat protejat.
La baza desemnării sitului se află mai multe specii protejate de  păsări (30): alca (Alca torda), pietruș (Arenaria interpres), Branta bernicla, Calidris alba, Catharacta skua, prundaș gulerat mare (Charadrius hiaticula), cufundar polar (Gavia arctica), cufundar mare (Gavia immer), cufundar mic (Gavia stellata), Hydrobates pelagicus, Larus argentatus, pescăruș sur (Larus canus), pescăruș negricios (Larus fuscus), Larus marinus, pescăruș-cu-cap-negru (Larus melanocephalus), pescăruș mic (Larus minutus), Larus sabini, sitar de mâl (Limosa limosa), rață neagră (Melanitta nigra), sula bassana (Morus bassanus), culic mare (Numenius arquata), Numenius phaeopus, Oceanodroma leucorhoa, corcodel-urechiat (Podiceps auritus), Puffinus puffinus, Puffinus puffinus mauretanicus, Rissa tridactyla, chiră de baltă (Sterna hirundo), chiră de mare (Sterna sandvicensis), Uria aalge.